# Neparametni statistički ispit
Neparametni statistički ispit je ispit čiji model ne specificira uvjete o parametrima populacije iz koje se izvlači uzorak. Određene pretpostavke su povezane s većinom neparametnih statističkih ispita, tj. da su promatranja neovisna i da varijabla pod proučavanjem ima pozadinski kontinuitet, ali kako je tih pretpostavki malo one su mnogo slabije od onih povezanih s parametnim ispitima. Štoviše, neparametni ispiti ne zahtijevaju toliko snažna mjerenja kao što se zahtijeva za parametne ispite. Većina neparametnih ispita primjenjuje se na podatke na uobičajenoj razini, dok se neki primjenjuju i na podatke na nominalnoj razini.
U razvoju modernih statističkih metoda prve tehnike izvođenja koje su se pojavile bile su upravo one koje su napravile mnoge dobre pretpostavke o prirodi populacije iz koje su se rezultati izvukli. Budući da su populacijske vrijednosti parametri te se statističke tehnike nazivaju parametne.

## Prednosti neparametnih statističkih ispita
- Vjerojatnosne tvrdnje prikupljene iz većine neparametnih statističkih ispita jesu točne vjerojatnosti (izuzevši u slučaju velikih uzoraka, gdje su dostupne izvrsne aproksimacije) s obzirom na oblik populacijske distibucije iz koje se izvlači slučajni uzorak.

- Ako su veličine uzorka malene da se koristi N=6, ne postoji alternativa za upotrebu neparametnog statističkog ispita osim ako priroda populacijske distibucije nije točno poznata.

- Postoje odgovarajuće prikladni neparametni statistički testovi za postupanje s uzorcima napravljenima iz promatranja nekoliko različitih populacija. Nijedan od parametnih ispita ne može rukovati takvim podacima bez zahtjevanja nekoga da napravi naoko nerealne pretpostavke.

- Neparametni statistički ispiti su dostupni za postupanje s podacima koji su inherentni u rangu jednako kao i podaci čiji naoko numeričke rezultate imaju snagu rangova.

- Neparametne metode su dostupne za postupanje s podacima koji su jednostavno klasifikatorni, tj. izmjereni su u nominalnom mjerilu.

- Neparametni statistički ispiti su tipično mnogo lakši za učenje i za primjenjivanje nego što su to parametni ispiti.

## Nedostaci neparametnih statističkih ispita
- Ako se sve pretpostavke parametnog statističkog modela zapravo susreće u podacima, te ako je mjerenje tražene snage, onda su neparametni statistički ispiti rasipni s podacima. Stupanj rasipnosti je izražen u učinkovitosti u snazi neparametnih ispita.

- Ne postoje neparametne metode za testiranje interakcija u analizi varijacije modela, osim ako se ne naprave posebne pretpostavke o aditivnosti.